# Frodoald
Frodoald (mort vers 814) est comte de Vannes avant 799 jusque vers 814. 

## Origine
Frodoald ou Hrodolt une variante de la racine « hrot » qu'on trouve dans Hrotharius c'est-à-dire « Lothaire »,  est issu de la famille des Widonides aussi appelée famille des « Guy, Garnier, Lambert » originaire d'Austrasie et possessionnée dans cette région depuis plusieurs générations. Son nom est relevé avec ceux de ses frères Gui et Garnier en 782 dans un diplôme de Charlemagne relatif au monastère de Hornbach. Il est le fils cadet de Lambert et de Teutberge et le frère de Guy, comte de Nantes et marquis de la marche de Bretagne.

## Comte de Vannes
Frodoald devient comte de Vannes avant 799 lorsqu'il est subordonné dans cette charge à son frère le marquis Guy de Nantes. C'est dans ce contexte qu'il doit participer la même année avec son frère à une expédition en Bretagne menée par le « marquis et ses lieutenants les comtes ».
Il semble que Frodoald exerce son autorité surtout dans la zone romane du comté où il rend la justice par l'intermédiaire de ses deux missi comitis, Gautro et Hermandro qui président le jugement d'un certain Anau habitant du bourg nommé Langon le 29 septembre 803.
Bien que cela ne soit pas spécifié Frodoald participe vraisemblablement aussi à l'expédition de 811 envoyée par Charlemagne « contre les Bretons afin de punir leur perfidie ».
Frodoald meurt sans doute vers 814 année où sa fonction est exercée par son fils Gui II de Vannes.

## Sources
- Régine Le Jan Famille et pouvoir dans le monde franc (VIIe – Xe siècle), Tableau généalogique « Les Widonides ». Publication de la Sorbonne (1995)  (ISBN 2859442685) p. 441.
- Léon Levillain « La Marche de Bretagne, ses marquis et ses comtes » dans : Annales de Bretagne. Tome 58, numéro 1, 1951. p. 89-117.
- Noël-Yves Tonnerre, Naissance de la Bretagne. Géographie historique et structures sociales de la Bretagne méridionale (Nantais et Vannetais) de la fin du VIIIe à la fin du XIIe siècle, Angers, Presses de l'Université d'Angers, 1994, 625 p. (ISBN 2-903075-58-1).